# Massimo Girotti
Massimo Girotti (Mogliano, 18 de mayo de 1918-Roma, 5 de enero de 2003) fue un actor italiano, cuya carrera abarcó más de siete décadas en cine, teatro y televisión. Fue uno de los divos del cine italiano de los años 50.

## Biografía

### Cine
Estudiante de ingeniería y ávido deportista de polo, esquí, remo y natación, Girotti atrajo la atención del director Mario Soldati para la película Dora Nelson de 1939. 
Trabajó después con Roberto Rossellini y Mario Camerini, pero fue con Luchino Visconti que llegó su consagración en Obsesión (Ossesione, 1943), basada en la novela El cartero siempre llama dos veces y joya del neorrealismo y del cine noir; en esta película, el papel femenino principal correspondió a Clara Calamai.

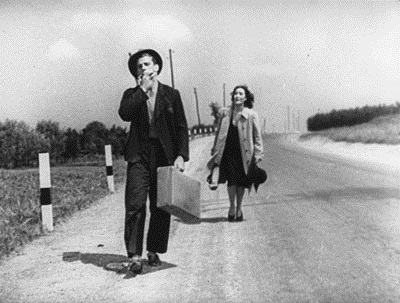
Con Clara Calamai en Obsesión (1943).

Hombre de izquierda, después de la liberación de Roma tras la Segunda Guerra Mundial Girotti se unió al grupo de intelectuales que, en pleno neorrealismo, se ocuparía de la reorganización del cine italiano.

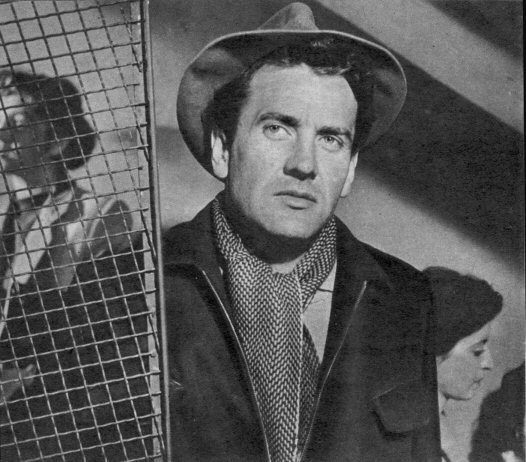
Foto publicada el 31 de diciembre de 1951 en la revista italiana Cinema, IV, (77), p. 38.

Fue favorito de los grandes directores del cine italiano de la época, como Michelangelo Antonioni —Crónica de un amor, con Lucía Bosè—, Luchino Visconti —Senso, con Alida Valli; el trabajo de Girotti en esta película está considerado como su mejor actuación cinematográfica—, el francés Jean Renoir, Alberto Lattuada, Mauro Bolognini, Vittorio de Sica, Mario Camerini —Molti sogni per le strade, con Anna Magnani— y Pietro Germi —La ciudad se defiende, por la que ganó la Cinta de Plata en 1949—. Trabajó también en películas épicas como Espartaco (1953).
En 1968 participó en la polémica Teorema, de Pier Paolo Pasolini, junto a Silvana Mangano y Terence Stamp y como Creonte en Medea junto a Maria Callas también de Pasolini y en 1972 en El último tango en París de Bernardo Bertolucci.
En 1976 filmó El otro señor Klein de Joseph Losey con Jeanne Moreau y Alain Delon y El monstruo de Roberto Benigni en 1994. En 1981 había ganado el Premio Nastro d'Argento por Pasión de Amor de Ettore Scola.
Murió de un ataque al corazón después de haber finalizado el rodaje de La ventana de enfrente de Ferzan Özpetek en 2003 por el que le fue otorgado el Premio David di Donatello póstumo al mejor actor principal.

### Teatro
En teatro actuó en Peer Gynt de Henrik Ibsen junto a Vittorio Gassman, Troilo y Crésida de Shakespeare dirigida por Luchino Visconti con Gassman, Rina Morelli, Paolo Stoppa y Marcello Mastroianni en los Jardines de Boboli (1949), Crimen y castigo de Dostoyevski dirigido por Franco Zeffirelli, La señorita Julia de August Strindberg con Lilla Brignone nuevamente dirigido por Visconti (1957) y El jardín de los cerezos de Antón Chéjov con la compañía del Teatro Stabile de Roma, Hipólito de Eurípides en el teatro de Siracusa y El tiempo y la familia Conway de J. B. Priestley con Anna Proclemer, entre otras.

### Vida privada
Se había casado en 1940 y enviudado joven. Romano por adopción, favorito en la ciudad de Ferrara —donde hay una calle con su nombre— no volvió a casarse y tomaba largas vacaciones en la isla de Pantelaria.

## Filmografía parcial
- Dora Nelson (1939)
- La corona di ferro (The Iron Crown, 1941)
- Un Piloto ritorna (A Pilot Returns, 1942)
- Obsesión (Ossessione) (1943)
- Caza trágica (Caccia tragica), de Giuseppe De Santis (1947)
- Un giorno nella vita (1946)
- In nome della legge (In the Name of the Law, 1949)
- Cronaca di un amore (Story of a Love Affair, 1950)
- Sins of Rome (1953)
- Senso (1954)
- Río Guadalquivir (1957)
- La bestia humana (1957)
- Teorema (1968)
- The Red Tent (1969)
- Medea (1970)
- El último tango en París (1972)
- Monsieur Klein (1976)
- Passion of Love (1981)
- Quo Vadis (1985)
- Historia de una revolución (1989)
- Il mostro (The Monster, 1994)
- La finestra di fronte (Facing Windows, 2003)